# Maskamarantsänka
Maskamarantsänka (Vidua larvaticola) är en fågel i familjen änkor inom ordningen tättingar.

## Utbredning och systematik
Fågeln förekommer fläckvist från Guinea-Bissau och nordöstra Elfenbenskusten österut till sydvästra och östra Sudan, nordöstra Sydsudan och västra Etiopien. Den behandlas som monotypisk, det vill säga att den inte delas in i några underarter.

## Status
IUCN kategoriserar arten som livskraftig.